# 吲苷
吲苷（或称为吲哚苷、吲哚β-D-葡萄糖苷）是一种无色的有机化合物，分子式C14H17NO6，存在于槐蓝属（Indigofera）植物中，可用作合成靛蓝的前体。